# Otome no Inori
Singles de Erina Mano
Lalala-Sososo
(2008) Hajimete no Keiken
(2009)
Otome no Inori (乙女の祈り, Otome no Inori) est le 1er single "major" (et 4e single au total) de la chanteuse japonaise Erina Mano (真野恵里菜), sorti en 2009.
Un single homonyme était déjà sorti en 1960, interprété par le duo The Peanuts.

## Présentation
Le single est sorti le 18 mars 2009 au Japon sous le label hachama, dans le cadre du Hello! Project. Il atteint la 5e place du classement Oricon, et reste classé pendant 5 semaines, pour un total de 25 228 exemplaires vendus durant cette période. Il sort également dans trois éditions limitées avec des pochettes différentes, notées "A" avec en supplément un DVD, "B" avec un mini-livret de photo, et "C" avec un ticket pour une représentation. Le single sort aussi au format "single V" (DVD) une semaine après. Deux éditions spéciales "event V" (DVD) sont vendues lors de représentations.
Trois singles avait été auparavant produits "en indépendant" par la maison de disques Up-Front Works pour lancer l'artiste, commercialisés uniquement dans la chaîne de magasins de disques Tower Records, en plus de ventes directes par internet.
Les deux chansons du single sont écrites par Yoshiko Miura (三浦徳子), composées par KAN, et produites et arrangées par Taisei. La chanson-titre figurera d'abord sur la compilation du Hello! Project Petit Best 10, puis sur le premier album de la chanteuse, Friends, qui sortent tous deux en fin d'année.

## Liste des titres
Single CD
1. Otome no Inori (乙女の祈り?)  – 04:55
2. Mizuiro Omoi (水色想い?) – 04:07
3. Otome no Inori (Instrumental) (乙女の祈り…?) – 04:51

DVD de l'édition limitée "A"
1. Otome no Inori (Close-up Ver.) (乙女の祈り?)

DVD de l'édition limitée "event V 1"
1. Otome no Inori (Another Ver.) (乙女の祈り…?)
2. Otome no Inori (Recochoku Ver.) (乙女の祈り…?)
3. Making of (メイキング映像?)

DVD de l'édition limitée "event V 2"
1. Otome no Inori (Stripe Ver.) (乙女の祈り…?)
2. Otome no Inori (White Ver.) (乙女の祈り…?)
3. Otome no Inori (Yellow Ver.)  (乙女の祈り…?)

Single V (DVD)
1. Otome no Inori (乙女の祈り?)
2. Otome no Inori (Piano Ver.) (乙女の祈り…?)
3. Making of (メイキング映像?)